# Cordyligaster fuscifacies
Cordyligaster fuscifacies là một loài ruồi trong họ Tachinidae.